# El Progreso, Mazatlán Villa de Flores
El Progreso är en ort i Mexiko.   Den ligger i kommunen Mazatlán Villa de Flores och delstaten Oaxaca, i den sydöstra delen av landet, 280 km sydost om huvudstaden Mexico City. El Progreso ligger 1 482 meter över havet och antalet invånare är 260.
Terrängen runt El Progreso är huvudsakligen bergig, men norrut är den kuperad. Runt El Progreso är det ganska tätbefolkat, med 52 invånare per kvadratkilometer. Närmaste större samhälle är Huautla de Jiménez, 12,1 km nordost om El Progreso. I omgivningarna runt El Progreso växer huvudsakligen savannskog.